# Peter Bogdanovich
Peter Bogdanovich (30. července 1939 – 6. ledna 2022) byl americký filmový režisér, scenárista a herec.
Narodil se v Kingstonu v New Yorku rakouské matce a srbskému otci. Začínal jako filmový kritik a v šedesátých letech pracoval v newyorském Muzeu moderního umění, pro které mj. napsal monografie Howarda Hawkse, Alfreda Hitchcocka a Orsona Wellese. Jako filmový režisér debutoval v roce 1968 snímkem Terče. Za režii a scénář filmu Poslední představení (1971) byl neúspěšně nominován na Oscara. Mezi jeho další filmy patří Daisy Millerová (1974), Maska (1985), Fraška (1992) a Je prostě báječná (2014). Jako herec vystupoval v desítkách filmů i seriálů, včetně Rodiny Sopránů, v níž ztvárnil postavu psychiatra Elliota Kupferberga. Rovněž namluvil jednu postavu v epizodě „Zpívá celá spodina“ animovaného seriálu Simpsonovi. Zemřel v Los Angeles ve věku 82 let.